# Idfjärden
Idfjärden är en sjö i Malung-Sälens kommun i Dalarna och ingår i Dalälvens huvudavrinningsområde. Sjön har en area på 0,598 kvadratkilometer och ligger 296,1 meter över havet. Sjön avvattnas av vattendraget Hyttådran.

## Delavrinningsområde
Idfjärden ingår i det delavrinningsområde (673538-139248) som SMHI kallar för Utloppet av Idfjärden. Medelhöjden är 317 meter över havet och ytan är 4,02 kvadratkilometer. Räknas de 8 avrinningsområdena uppströms in blir den ackumulerade arean 103,93 kvadratkilometer. Hyttådran som avvattnar avrinningsområdet har biflödesordning 5, vilket innebär att vattnet flödar genom totalt 5 vattendrag innan det når havet efter 399 kilometer. Avrinningsområdet består mestadels av skog (70 procent). Avrinningsområdet har 0,68 kvadratkilometer vattenytor vilket ger det en sjöprocent på 16,8 procent.